# Відкритий стандарт
Відкритий стандарт — стандарт, який є публічно доступним та вільним від певних обмежень його застосування. Існує багато означень терміна «відкритий стандарт», але більшість із них мають такі спільні умови:
- Відкритий стандарт повинен бути доступним до перегляду й вивчення безкоштовно або за виправдану плату, та бути достатньо детальним і прозорим, щоб уможливити його реалізації, сумісні між собою;
- Відкритий стандарт не повинен містити обмежень впровадження його в практику, зокрема таких, як вимога виплат роялті за можливі патенти, пов'язані зі стандартом;
- Розробка, ухвалення і розвиток відкритого стандарту повинні проводитись у прозорий спосіб та на умовах вільної участі у процесі всіх зацікавлених сторін.

Призначенням відкритих стандартів є сприяння сумісності між різними засобами інформаційних технологій, і лежать в основі багатьох відкритих форматів даних.
Деякі організації зазначають, що для відкритого стандарту важливо також не містити юридичних обмежень, які б перешкодили його реалізації у вільних програмних засобах, а також не залежати від інших стандартів, які не відповідають означенню відкритого стандарту.